# Krasnohvardijský rajón
Krasnohvardijský rajón (Krasnogvardějský rajón, ukrajinsky Красногвардійський район, rusky Красногвардейский район) je rajón v Autonomní republice Krym na Ukrajině. Hlavním městem je sídlo městského typu Krasnohvardijske (Krasnogvardějskoje) a rajón má přibližně 83 tisíc obyvatel. 
Od Krymské krize území fakticky ovládá Rusko, které rajón považuje za součást svého federálního subjektu Republika Krym.

## Sídla v rajónu
Sídla městského typu:
- Krasnohvardijske (Krasnogvardějskoje)
- Okťabrske (Okťabrskoje)